# Karl von Flemming (Beamter)

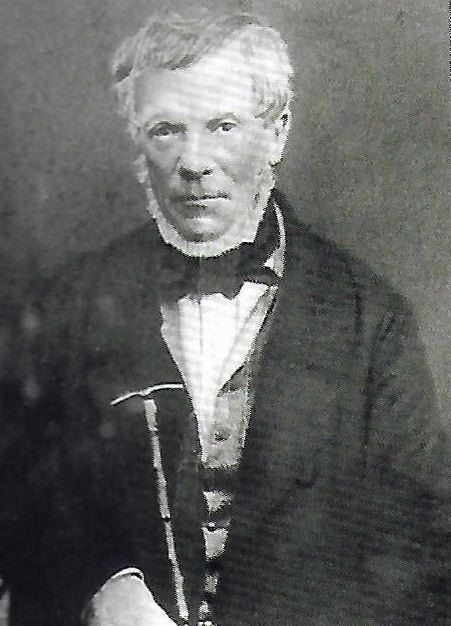
Carl von Flemming (1783–1866)

Graf Karl Ludwig Adam Friedrich von Flemming, auch Carl von Flemming (* 18. Dezember 1783 in Crossen; † 18. Februar 1866 ebenda) war ein deutscher Rittergutsbesitzer (Schloss Crossen) und Beamter in sächsischen und preußischen Diensten.

## Leben und Wirken
Graf Flemming entstammte dem pommerschen Uradelsgeschlecht von Flemming. Der Vorfahr Jakob Heinrich von Flemming war Kabinettsminister, Generalmarschall und Generalpostmeister in Polen und Sachsen. Dieser wurde 1721 zum Reichsgrafen erhoben. Die Familie besaß die Rittergüter Crossen, Iven sowie weitere Besitzungen. Karl von Flemming war als Neffe mit dem preußischen Reformer Staatskanzler von Karl August von Hardenberg verwandt. Seine Eltern waren Johann Heinrich Joseph Georg von Flemming (1752–1830) und dessen Ehefrau Christiane Marie Charlotte von Hardenberg (* 14. November 1763; † 27. Januar 1814).
Im Jahr 1813 trat von Flemming in die Dienste des Königreichs Sachsen ein. Im Jahr 1817 ging er in preußische Dienste über und wurde zum Regierungsrat der Regierung Merseburg ernannt. Bereits ein Jahr später leitete von Flemming als Direktor eine Abteilung der Regierung in Koblenz. Im Jahr 1825 wurde er zum Nachfolger von Friedrich von Bernuth zum Regierungspräsidenten in Arnsberg ernannt. 1831 folgte die Ernennung zum Regierungspräsidenten von Marienwerder, er trat das Amt aber nicht an. Im selben Jahr wurde er dann Regierungspräsident von Erfurt. Im Jahr 1844 erbat und erhielt von Flemming die Versetzung in den Ruhestand. Von Flemming war Ehrenmitglied der Akademie der Wissenschaften in Erfurt.
Carl von Flemming kaufte 1839 das Gut Großhelmsdorf von Heinrich LXXII. Reuß.

## Familie
Er heiratete am 10. Mai 1812 in Kassel, Hessen die Gräfin Wilhelmine Charlotte Sophie von Hardenberg (* 10. November 1792; † 8. November 1865). Das Paar hatte folgende Kinder:
- Albert Georg Friedrich (1813–1884) ⚭  Katharina Gisela Armgard von Arnim (* 4. März 1821; † 17. Januar 1880) Tochter der Bettina von Arnim und des Achim von Arnim
- Felix Hans Karl Adolf (* 6. November 1814, Soest; † 17. Juni 1900, Soest) ⚭ 18. September 1853[5] in Soest mit Clotilde Caroline von Forcade de Biaix (* 1. September 1824, Paderborn; † 14. Februar 1898, Soest)
- Aurelie Melusine Sophie Luise (* 28. März 1819; † 1902) ⚭ 6. Juli 1834 Florens von Bockum-Dolffs
- Clementine Henriette Charlotte Luise (* 25. September 1820; † 21. November 1913) ⚭ 4. September 1838 Gustav von Gustedt (1804–1859)
- Antonie Marianne Wilhelmine (* 24. März 1822; † 10. Februar 1907) ⚭ 10. Dezember 1839  Eduard von Gustedt (1806–1875)
- Marie Auguste Christiane (* 16. April 1826)
- Edmund Friedrich Ferdinand (1827–1897) ⚭ Clementine Wilhelmine Anna Günther